# Callicostella depressa
Callicostella depressa là một loài rêu trong họ Pilotrichaceae. Loài này được (Hedw.) A. Jaeger mô tả khoa học đầu tiên năm 1877.